# Bernardino López de Carvajal
Bernardino López de Carvajal y Sande (Plasencia, 8 settembre 1456 – Roma, 16 dicembre 1523) è stato un cardinale spagnolo.
Era figlio di Francisco López de Carvajal y Trejo e di Aldonza de Sande.

## Biografia

### Gli inizi
Iniziò e condusse i suoi studi nella città spagnola di Salamanca, laureandosi in teologia nel 1478 e divenendo rettore di quell'Università nel 1481.
Nel 1482 si trasferì a Roma ove divenne Protonotario apostolico di papa Innocenzo VIII.

### L'episcopato
Nell'agosto del 1488 fu nominato vescovo di Astorga ma già nel gennaio dell'anno successivo fu trasferito a Badajoz, reggendone la diocesi fino al 1493, quando fu nominato vescovo in commendam di Cartagena. Intanto nel 1492 era divenuto ambasciatore di Ferdinando II di Aragona e di Isabella di Castiglia presso la Santa Sede.

### La nomina a cardinale
Nel concistoro del 20 settembre 1493 Papa Alessandro VI lo nominò cardinale assegnandogli il titolo di cardinale presbitero dei Santi Marcellino e Pietro. Nel 1495 lasciò la carica di vescovo di Cartagena e fu nominato vescovo in commendam di Sigüenza. Nello stesso anno optò per il titolo cardinalizio di Santa Croce in Gerusalemme, che tenne direttamente fino al 1507 ed in commendam fino al 1511. Nel 1496 fu legato pontificio presso il Re dei Romani Massimiliano I, futuro Imperatore del Sacro Romano Impero e successivamente ebbe l'incarico di portare a Carlo VIII la diffida del papa, pena scomunica, di proseguire nel suo intervento militare in Italia. Nel 1498 fu nominato camerlengo del Sacro Collegio, carica che tenne per circa un anno. Nel luglio del 1503 fu nominato amministratore apostolico della sede vescovile di Avellino, carica che tenne per circa due anni. Il 30 dicembre 1503 fu nominato Patriarca titolare di Gerusalemme.
Il 3 agosto 1507 fu nominato cardinale vescovo di Albano ma già il 17 settembre di quell'anno optava per la sede suburbicaria di Frascati, e l'anno successivo per quella di Sabina. Nel marzo del 1509 optò ancora per la sede di Sabina.

### La ribellione ed il concilio di Pisa
Bernardino entrò in contrasto con il papa Giulio II e fu il capo dei cardinali ribelli che il 16 maggio 1511 firmò con gli altri un documento che convocava un concilio a Pisa per il 1º settembre di quell'anno. Papa Giulio II rispose in ottobre scomunicandolo e deponendolo da ogni incarico, compreso il titolo cardinalizio. Insieme a lui furono scomunicati i cardinali Federico Sanseverino, Francesco Borgia, Guillaume Briçonnet e René de Prie Il 1º dello stesso mese si riuniva il concilio convocato da Bernardino a Pisa e, forte dell'appoggio di Luigi XII di Francia e dell'imperatore Massimiliano I, dichiarò deposto Giulio II e corse voce che avesse eletto un nuovo papa e cioè lo stesso Carvajal che avrebbe preso il nome di Martino VI o forse di Urbano VII.
Dopo la sconfitta dei nemici di Giulio II ad opera della Lega Santa, costituita da Giulio II contro i francesi, e dall'esito del Concilio Lateranense V, convocato da papa Giulio II a Roma per il 3 maggio 1512, che condannò come scismatico il concilio di Pisa, l'imperatore Massimiliano riconobbe la legittimità di Giulio II ed anche Luigi XII abbandonò i cardinali scismatici del concilio di Pisa. Deceduto Giulio II (21 febbraio 1513),  con il conclave del 1513 venne eletto papa Leone X (al secolo Giovanni de' Medici), al quale Bernardino, che nel frattempo era stato imprigionato a Firenze, chiese insieme al Sanseverino, il perdono papale.

### Il perdono papale
A concilio ancora aperto (si concluse il 16 marzo 1517) il papa accettò la richiesta di perdono in cambio dell'abiura del concilio di Pisa, cosa che avvenne pubblicamente nel concistoro del 27 giugno 1513 e nella stessa data a Bernardino furono resi tutti gli incarichi che Giulio II gli aveva revocato e che nel frattempo non erano stati assegnati ad altri. Il 14 gennaio 1521 venne nominato vescovo di Plasencia. In vista della nomina a Decano del Sacro Collegio (5 agosto 1521), nel luglio dello stesso anno optò per le sedi suburbicarie di Ostia e Velletri.
Nominato amministratore apostolico di Foligno il 26 settembre del 1522, lasciò la sede al nipote Rodrigo nel febbraio del 1523.
Alla sua morte fu sepolto nella basilica di Santa Croce in Gerusalemme a Roma.

## Conclave
Bernardino López de Carvajal partecipò a quattro conclavi:
- primo del 1503, che elesse papa Pio III
- secondo del 1503, che elesse papa Giulio II
- 1521 / 1522, che elesse papa Adriano VI
- 1523, che elesse papa Clemente VII

## Genealogia episcopale
La genealogia episcopale è:
- Cardinale Giordano Orsini
- Arcivescovo Giovanni Giovenale Orsini
- Vescovo Guillaume Chartier
- Cardinale Jean Balue
- Cardinale Bernardino López de Carvajal